# Dyskografia Got7
Dyskografia Got7 – południowokoreańskiego boysbandu, który związany jest z wytwórnią JYP Entertainment i działa od 2013 roku.

## Albumy

### Albumy studyjne
| Rok                                            | Dane dot. albumu | Najwyższa pozycja | Najwyższa pozycja | Najwyższa pozycja | Najwyższa pozycja | Najwyższa pozycja | Najwyższa pozycja | Sprzedaż                                | Certyfikaty    |            |            |            |
| Rok                                            | Dane dot. albumu | KOR               | BEL               | JPN               | JPN Hot           | US Heat           | US World Albums   | Sprzedaż                                | Certyfikaty    |            |            |            |
| Koreańskie                                     | Koreańskie | Koreańskie        | Koreańskie        | Koreańskie        | Koreańskie        | Koreańskie        | Koreańskie        | Koreańskie                              | Koreańskie     | Koreańskie | Koreańskie | Koreańskie |
| ---------------------------------------------- | --- | ----------------- | ----------------- | ----------------- | ----------------- | ----------------- | ----------------- | --------------------------------------- | -------------- | ---------- | ---------- | ---------- |
| 2014                                           | Identify - Wydany: 18 listopada 2014 - Wytwórnia: JYP Entertainment - Format: CD, digital download                                      | 1                 | –                 | 47                | –                 | –                 | 6                 | - KOR: 91 795+                          |                |            |            |            |
| 2016                                           | Flight Log: Turbulence - Wydany: 27 września 2016 - Wytwórnia: JYP Entertainment - Format: CD, digital download                         | 1                 | 178               | 23                | –                 | 7                 | 1                 | - KOR: 242 719+ - JPN: 7497+ - US: 2000 |                |            |            |            |
| 2018                                           | Present: You - Wydany: 17 września 2018 - Wytwórnia: JYP Entertainment - Format: CD, digital download                                   | 1                 | 175               | 12                | –                 | 7                 | 3                 | - KOR: 326 754+ - JPN: 7519+            | Gaon: Platinum |            |            |            |
| 2018                                           | Present: You & Me - Repackge albumu Present: You - Wydany: 3 grudnia 2018 - Wytwórnia: JYP Entertainment - Format: CD, digital download | 1                 | –                 | 12                | –                 | –                 | –                 | - KOR: 185 641+                         |                |            |            |            |
| 2020                                           | Breath of Love: Last Piece - Wydany: 30 listopada 2020 - Wytwórnia: JYP Entertainment - Format: CD, digital download                    | 3                 |                   |                   |                   | 4                 | 7                 | - KOR: 340 819+                         |                |            |            |            |
| Japońskie                                      | |                   |                   |                   |                   |                   |                   |                                         |                |            |            |            |
| 2016                                           | Moriagatteyo (jap. モリ↑ガッテヨ) - Wydany: 3 lutego 2016 - Wytwórnia: Epic, Sony Music Japan - Format: CD, digital download            | –                 | –                 | 3                 | 3                 | –                 | –                 | - JPN: 30 167+                          |                |            |            |            |
| „–” oznacza, że wydawnictwo nie było notowane. | |                   |                   |                   |                   |                   |                   |                                         |                |            |            |            |

### Video albumy
| Rok  | Dane dot. albumu | Najwyższa pozycja | Sprzedaż    |
| Rok  | Dane dot. albumu | JPN               | Sprzedaż    |
| ---- | --- | ----------------- | ----------- |
| 2018 | GOT7 Arena Special 2017 „My Swagger” - Wydany: 25 kwietnia 2018 - Wytwórnia: Epic, Sony Music Japan - Format: DVD, Blu-ray | 5                 | - JPN: 4758 |

### Box sety
| 2014                                           | Got Love Taiwan Special Edition - Wydany: 18 lipca 2014 - Wytwórnia: Universal Music Taiwan - Format: CD, DVD, digital download | 7 | – |            |              |
| 2014                                           | Got7 Thailand Special Set - Wydany: 25 września 2014 - Wytwórnia: Sony Music Thailand - Format: CD                              | – | 1 | - TH: 5900 | - TECA: Gold |
| „–” oznacza, że wydawnictwo nie było notowane. | |   |   |            |              |

### Minialbumy
| Rok                                            | Dane dot. albumu | Najwyższa pozycja | Najwyższa pozycja | Najwyższa pozycja | Najwyższa pozycja | Najwyższa pozycja | Najwyższa pozycja | Najwyższa pozycja | Najwyższa pozycja | Sprzedaż                     | Certyfikaty         |            |
| Rok                                            | Dane dot. albumu | KOR               | AUS               | BEL               | JPN               | JPN Hot           | NZ Heat           | US Heat           | US World Albums   | Sprzedaż                     | Certyfikaty         |            |
| Koreańskie                                     | Koreańskie | Koreańskie        | Koreańskie        | Koreańskie        | Koreańskie        | Koreańskie        | Koreańskie        | Koreańskie        | Koreańskie        | Koreańskie                   | Koreańskie          | Koreańskie |
| ---------------------------------------------- | --- | ----------------- | ----------------- | ----------------- | ----------------- | ----------------- | ----------------- | ----------------- | ----------------- | ---------------------------- | ------------------- | ---------- |
| 2014                                           | Got It? - Wydany: 20 stycznia 2014 - Wytwórnia: JYP Entertainment - Format: CD, digital download                                           | 2                 | –                 | –                 |                   | –                 | –                 | –                 | 1                 | - KOR: 61 488+               |                     |            |
| 2014                                           | GOT♡ - Wydany: 23 czerwca 2014 - Wytwórnia: JYP Entertainment - Format: CD, digital download                                               | 1                 | –                 | –                 |                   | –                 | –                 | –                 | 6                 | - KOR: 68 018+               |                     |            |
| 2015                                           | Just Right - Wydany: 13 lipca 2015 - Wytwórnia: JYP Entertainment - Format: CD, digital download                                           | 3                 | –                 | –                 | 32                | –                 | –                 | –                 | –                 | - KOR: 108 327+              |                     |            |
| 2015                                           | Mad - Wydany: 30 września 2015 - Wytwórnia: JYP Entertainment - Format: CD, digital download                                               | 1                 | –                 | –                 | 39                | –                 | –                 | 15                | 1                 | - KOR: 133 758+ - JPN: 2000+ |                     |            |
| 2015                                           | Mad Winter Edition - Repackage albumu Mad - Wydany: 30 września 2015 - Wytwórnia: JYP Entertainment - Format: CD, digital download         | 2                 | –                 | –                 | –                 | –                 | –                 | –                 | 12                | - KOR: 25 597+               |                     |            |
| 2016                                           | FLIGHT LOG _ DEPARTURE - Wydany: 21 marca 2016 - Wytwórnia: JYP Entertainment - Format: CD, digital download                               | 1                 | –                 | –                 | 21                | –                 | –                 | 2                 | 2                 | - KOR: 184 392+ - JPN: 5435+ |                     |            |
| 2017                                           | FLIGHT LOG _ ARRIVAL - Wydany: 13 marca 2017 - Wytwórnia: JYP Entertainment - Format: CD, digital download                                 | 1                 | 92                | 182               | 9                 | –                 | 8                 | 3                 | 1                 | - KOR: 336 171+              |                     |            |
| 2017                                           | 7 for 7 - Wydany: 10 października 2017 - Wytwórnia: JYP Entertainment - Format: CD, digital download                                       | 1                 | –                 | 194               | 20                | –                 | 8                 | 6                 | 2                 | - KOR: 377 897+ - JPN: 5296+ |                     |            |
| 2017                                           | 7 for 7: Present Edition - Repackage albumu 7 for 7 - Wydany: 7 grudnia 2017 - Wytwórnia: JYP Entertainment - Format: CD, digital download | –                 | –                 | –                 | –                 | –                 | –                 | –                 | –                 |                              |                     |            |
| 2018                                           | Eyes on You - Wydany: 12 marca 2018 - Wytwórnia: JYP Entertainment, iriver Inc - Format: CD, digital download                              | 1                 | –                 | –                 | 13                | 80                | 4                 | 2                 | 2                 | - KOR: 332 580+ - JPN: 5341+ | - Gaon: Platinum    |            |
| 2019                                           | Spinning Top - Wydany: 20 maja 2019 - Wytwórnia: JYP Entertainment - Format: CD, digital download                                          | 1                 | –                 | –                 |                   |                   |                   | 9                 | 5                 | - KOR: 252 826+              |                     |            |
| 2019                                           | Call My Name - Wydany: 4 listopada 2019 - Wytwórnia: JYP Entertainment - Format: CD, digital download                                      | 1                 | –                 | –                 |                   |                   |                   | 8                 | 5                 | - KOR: 298 361+              | - Gaon: Platinum    |            |
| 2020                                           | Dye - Wydany: 20 kwietnia 2020 - Wytwórnia: JYP Entertainment - Format: CD, digital download                                               | 1                 | –                 | 192               | 20                |                   |                   | 9                 | 4                 | - KOR: 454 293+ - JPN: 3144+ |                     |            |
| 2022                                           | Got7 - Wydany: 23 maja 2022 - Wytwórnia: Warner Music Korea - Format: CD, digital download                                                 | 2                 | –                 | 124               | 38                | 43                | -                 | 11                | 8                 | - KOR: 457 836+              | - KMCA: 2x Platinum |            |
| Japońskie                                      | |                   |                   |                   |                   |                   |                   |                   |                   |                              |                     |            |
| 2016                                           | Hey Yah - Wydany: 16 listopada 2016 - Wytwórnia: Epic, Sony Music Japan - Format: CD, digital download                                     | –                 | –                 | –                 | 3                 | 2                 | –                 | –                 | –                 | - JPN: 42 342+               |                     |            |
| 2017                                           | Turn Up - Wydany: 15 listopada 2017 - Wytwórnia: Epic, Sony Music Japan - Format: CD, digital download                                     | –                 | –                 | –                 | 3                 | 4                 | –                 | –                 | –                 | - JPN: 55 505                |                     |            |
| 2019                                           | I WON’T LET YOU GO - Wydany: 30 stycznia 2019 - Wytwórnia: Epic, Sony Music Japan - Format: CD, digital download                           | –                 | –                 | –                 | 1                 | 1                 | –                 | –                 | 12                | - JPN: 61 040                |                     |            |
| 2019                                           | Love Loop - Wydany: 31 lipca 2019 - Wytwórnia: Epic, Sony Music Japan - Format: CD, digital download                                       | –                 | –                 | –                 | 2                 | –                 | –                 | –                 | 15                |                              |                     |            |
| „–” oznacza, że wydawnictwo nie było notowane. | |                   |                   |                   |                   |                   |                   |                   |                   |                              |                     |            |

## Single
| Rok                                            | Tytuł                                         | Najwyższa pozycja | Najwyższa pozycja | Najwyższa pozycja | Najwyższa pozycja | Najwyższa pozycja | Najwyższa pozycja | Sprzedaż         | Album                      |            |
| Rok                                            | Tytuł                                         | KOR Gaon          | KOR Hot           | JPN               | JPN Hot           | PHL               | US World          | Sprzedaż         | Album                      |            |
| Koreańskie                                     | Koreańskie                                    | Koreańskie        | Koreańskie        | Koreańskie        | Koreańskie        | Koreańskie        | Koreańskie        | Koreańskie       | Koreańskie                 | Koreańskie |
| ---------------------------------------------- | --------------------------------------------- | ----------------- | ----------------- | ----------------- | ----------------- | ----------------- | ----------------- | ---------------- | -------------------------- | ---------- |
| 2014                                           | „Girls Girls Girls”                           | 21                | X                 | –                 | –                 | X                 | 8                 | - KOR: 184 276+  | Got It?                    |            |
| 2014                                           | „A”                                           | 16                | X                 | –                 | –                 | X                 | 5                 | - KOR: 206 068+  | Got Love                   |            |
| 2014                                           | „Stop Stop It” (하지하지마)                   | 25                | X                 | –                 | –                 | X                 | 4                 | - KOR: 129 808+  | Identify                   |            |
| 2015                                           | „Just Right” (딱 좋아)                        | 20                | X                 | –                 | –                 | X                 | 3                 | - KOR: 211 444+  | Just Right                 |            |
| 2015                                           | „If You Do” (니가 하면)                       | 9                 | X                 | –                 | –                 | X                 | –                 | - KOR: 150 499+  | Mad                        |            |
| 2016                                           | „Fly”                                         | 9                 | X                 | –                 | –                 | X                 | 2                 | - KOR: 123 062+  | Flight Log: Departure      |            |
| 2016                                           | „Home Run”                                    | 62                | X                 | –                 | –                 | X                 | 3                 | - KOR: 36 082+   | Flight Log: Departure      |            |
| 2016                                           | „Hard Carry” (하드캐리)                       | 3                 | X                 | –                 | –                 | X                 | 2                 | - KOR: 132 299+  | Flight Log: Turbulence     |            |
| 2017                                           | „Never Ever”                                  | 5                 | X                 | –                 | –                 | X                 | 3                 | - KOR: 103 944+  | Flight Log: Arrival        |            |
| 2017                                           | „You Are”                                     | 12                | 10                | –                 | –                 | 82                | 4                 | - KOR: 80 029+   | 7 for 7                    |            |
| 2018                                           | „One and Only You” (너 하나만) (feat. Hyolyn) | 76                | 75                | –                 | –                 | X                 | 6                 | dane niedostępne | Eyes on You                |            |
| 2018                                           | „Look”                                        | 15                | 3                 | –                 | 22                | X                 | 3                 | dane niedostępne | Eyes on You                |            |
| 2018                                           | „Lullaby”                                     | 19                | 1                 | –                 | 94                | X                 | 2                 | dane niedostępne | Present: You               |            |
| 2018                                           | „Miracle”                                     | –                 | 17                | –                 | –                 | X                 | 4                 | dane niedostępne | Present: You & Me          |            |
| 2019                                           | „Eclipse”                                     | 65                | 3                 | –                 | 84                | X                 | 13                | dane niedostępne | Spinning Top               |            |
| 2019                                           | „You Calling My Name"                         | 98                | 63                | –                 | –                 | X                 | 3                 | dane niedostępne | Call My Name               |            |
| 2020                                           | „Not by the Moon"                             | 64                | 61                | –                 | –                 | X                 | 5                 | dane niedostępne | Dye                        |            |
| 2020                                           | „Breath"                                      | –                 | –                 | –                 | –                 | X                 | 8                 | dane niedostępne | Breath of Love: Last Piece |            |
| 2020                                           | „Last Piece"                                  | 75                | –                 | –                 | –                 | X                 | 10                | dane niedostępne | Breath of Love: Last Piece |            |
| 2021                                           | „Encore"                                      | –                 | –                 | –                 | –                 | X                 | 3                 | dane niedostępne | –                          |            |
| 2022                                           | „Nanana"                                      | 87                | –                 | –                 | –                 | X                 | 6                 | dane niedostępne | Got7                       |            |
| Japońskie                                      |                                               |                   |                   |                   |                   |                   |                   |                  |                            |            |
| 2014                                           | „Around the World”                            | –                 | –                 | 3                 | 4                 | X                 |                   |                  | Moriagatteyo               |            |
| 2015                                           | „Love Train”                                  | –                 | –                 | 4                 | 2                 | X                 |                   |                  | Moriagatteyo               |            |
| 2015                                           | „Laugh Laugh Laugh”                           | –                 | –                 | 2                 | 3                 | X                 |                   |                  | Moriagatteyo               |            |
| 2017                                           | „My Swagger”                                  | –                 | –                 | 3                 | 1                 | X                 |                   | - JPN: 61 305+   | –                          |            |
| 2018                                           | „THE New Era”                                 | –                 | –                 | 2                 | –                 | X                 |                   | - JPN: 55 877+   | –                          |            |
| 2019                                           | „I Won’t Let You Go”                          | –                 | –                 | –                 | 63                | X                 |                   | –                | I Won’t Let You Go         |            |
| „–” oznacza, że wydawnictwo nie było notowane. |                                               |                   |                   |                   |                   |                   |                   |                  |                            |            |